# Amour, Délices et Golf
Pour plus de détails, voir Fiche technique et Distribution.
Amour, Délices et Golf (The Caddy) est un film américain de Norman Taurog en 1953. Comédie sentimentale et en partie musicale. Dean Martin y interprète la célèbre chanson That's Amore.

## Synopsis
Joe Anthony et Harvey Miller, deux célèbres vedettes, sont interviewés par un reporter sur leurs débuts.
Tandis que Harvey, fils d'un golfeur connu souffre d'allergies et refuse de pratiquer ce sport, Joe, fils de marin, souffre d'un mal de mer chronique et refuse de naviguer donc de reprendre le petit commerce de pêche de son père.
Harvey, timide et gauche, se fait chasser du grand-magasin qui l'emploie et se retrouve sans travail. Harvey épouse la sœur de Joe et les deux compères décident de devenir golfeurs professionnels. Mais là-aussi c'est l'échec et c'est finalement au music-hall qu'ils atterrissent et deviennent des stars.

## Fiche technique
- Titre original : The Caddy
- Titre français : Amour, Délices et Golf
- Réalisation : Norman Taurog
- Scénario : Edmund Hartmann et Danny Arnold
- Photographie : Daniel L. Fapp
- Direction artistique : Hal Pereira et Franz Bachelin
- Costumier : Edith Head
- Producteur : Paul Jones
- Société de distribution : Paramount Pictures
- Pays de production :  États-Unis
- Langue : anglais
- Durée : 95 min
- Format : Noir et blanc - 35 mm - 1,37:1 - Son mono
- Dates de sortie : 
  - États-Unis : 10 août 1953
  - France : 15 avril 1954
- Affiche : Boris Grinsson (France)

## Distribution
- Jerry Lewis  (V.F : Jacques Dynam) : Harvey Miller Jr.
- Dean Martin  (V.F : Michel Gudin) : Joe Anthony
- Donna Reed : Kathy Taylor
- Barbara Bates  (V.F : Michele Bardollet) : Lisa Anthony
- Joseph Calleia : Papa Anthony
- Fred Clark  (V.F : Claude Peran) : M. Baxter
- Frank Puglia  (V.F : Albert Medina) : M. Spezzato
- Clinton Sundberg (V.F : Rene Beriard ) : Charles le serveur
- Howard Smith  (V.F : Richard Francoeur) : Officiel du golf
- Argentina Brunetti (V.F : Helene Tossy) : Mama Anthony
- Ben Hogan  (V.F : Jacques Deschamps) : Lui-même
- Mary Newton (V.F : Henriette Marion) : Lorelei Larson
- Lewis Martin : M. Taylor
- Marjorie Gateson : Mme Grace Taylor
- William Edmunds : Caminello
- Mario Siletti : M. Poletti

Acteurs non crédités
- King Donovan : un ivrogne
- Johnny Downs : un employé aux expéditions

En cameo plusieurs golfers professionnels jouent leur propre rôle,  Ben Hogan, Sam Snead, Byron Nelson, Julius Boros ou encore "Lighthorse" Harry Cooper.

## Bande originale
- What Would you Do Without Me? (Martin & Lewis)
- That's Amore (Martin & Lewis) nommé à l'Oscar de la meilleure chanson originale en 1953[1]
- You’re the Right One (Martin)
- It’s a Whistle-In’ Kinda Morning (Martin)
- The Gay Continental (Lewis)
- One Big Love (Martin & Lewis)

Les paroles sont de Jack Brooks (parolier) et la musique de  Harry Warren.
Dean Martin enregistra les deux premiers titres en single.